# Pietrowskij (rejon koczubiejewski)
Pietrowskij (ros. Петровский) – chutor w Rosji, w Kraju Stawropolskim, w rejonie koczubiejewskim. W 2010 liczył 407 mieszkańców.